# Allophyes metaxys
Allophyes metaxys är en fjärilsart som beskrevs av Charles Boursin 1953. Allophyes metaxys ingår i släktet Allophyes och familjen nattflyn. Inga underarter finns listade i Catalogue of Life.